# Bena-Kinga (G.60) jezici
Bena-Kinga (G.60) jezici, podskupina od (9) nigersko-kongoanskih jezika koji se govore na području Tanzanije. Pripadaju centralnoj bantu skupini u zoni G. Predstavnici su: 
- bena ili ekibena [bez], 670.000 (Johnstone and Mandryk 2001);
- hehe ili kihehe [heh], 805.000 (2006);
- kinga ili ekikinga [zga], 140.000 (2003);
- kisi ili kikisi [kiz], 10.200 (2001);
- magoma ili kimagoma [gmx], 9.000 (SIL 2003);
- manda ili kimanda, kinyasa [mgs], 22.000 (2002);
- pangwa ili ekipangwa [pbr], 95.000 (2002);
- sangu ili eshisango [sbp], 75.000 (1987);
- wanji ili vwanji [wbi], 28.000 (SIL 2003).

## Vanjske poveznice
- Ethnologue (14th)
- Ethnologue (15th)